# Кристофер Робин (фильм)
«Кристофер Робин» (англ. Christopher Robin) — американский комедийно-драматический фильм режиссёра Марка Форстера, снятый по сценарию Тома Маккарти. Фильм основан на книгах Алана Милна о Винни-Пухе и является игровой адаптацией диснеевской франшизы об этом герое. Главные роли исполнили Юэн Макгрегор и Хейли Этвелл, тогда как персонажей озвучили Джим Каммингс, Брэд Гарретт, Ник Мохаммед, Питер Капальди, Софи Оконедо, Сара Шин и Тоби Джонс. Премьера ленты в США состоялась 3 августа 2018 года.

## Сюжет
Кристофер Робин собирается уезжать в школу-интернат в Лондоне, поэтому его плюшевые друзья из Чудесного Леса (Винни-Пух, Тигра, Пятачок, Иа-Иа, Кенга, Крошка Ру, Сова и Кролик), устраивают ему прощальную вечеринку. Перед отъездом Кристофер говорит Пуху, что он никогда его не забудет. Однако из-за постоянных дразнилок, которыми его достают другие школьники и из-за строгости учителя, он быстро теряет все чувство воображения и взрослеет.
Будучи уже взрослым, Кристофер работает экспертом по эффективности в компании по перевозке багажа, которой управляет расчетливый Джайлс Уинслоу-младший. Робин женат на архитекторше по имени Эвелин и у них есть дочь по имени Мадлен, которую он планирует отправить в ту же школу-интернат, в которую он был отправлен в детстве. Из-за того, что в других областях Англии их филиалы неэффективны, Джайлс приказывает Кристоферу уволить 20% сотрудников, и Кристофер должен сформировать документы по ним и представить их в понедельник, несмотря на то, что Кристофер планировал провести выходные в деревне с женой и дочерью. Когда он рассказывает Эвелин об этой задаче, она говорит Кристоферу, что он пропускает жизнь мимо, вместо того, чтоб жить, и она с Мадлен отправляются одни в деревню на следующее утро.
Между тем, в Чудесном Лесу, Винни просыпается и обнаруживает, что у него закончился мед, и что Чудесный Лес пуст, в нём нет никого, кроме самого медвежонка. Думая, что Кристофер Робин знает, что делать, он внезапно видит волшебную дверь, которая ведет в реальный мир. Винни проходит через неё, очутившись в Лондоне. Столкнувшись с кучей проблем, он устает, и садится отдохнуть на скамейку в саду. По совпадению, Кристофер садится на скамейку за ним в том же саду, пытаясь обдумать, как сделать свою работу, и в это мгновение они встречаются. Кристофер шокирован, увидев Пуха после стольких лет и вскоре неохотно соглашается вернуть его в деревню, так как дверь, из которой медведь пришёл, волшебным образом исчезла, а сам он не сможет добраться. Испытав еще немного приключений в Лондоне, они садятся в поезд, едущий за город, и в нём Кристофер успевает немного поработать.
При возвращении в Чудесный Лес, Кристофер просто пытается оставить Винни на дереве, но в конце концов неохотно решает помочь ему найти друзей. После долгих безуспешных поисков Кристофер в конце концов злится на рассеянного и несерьёзного медвежонка, и они сталкиваются с знаком, который предупреждает о Слонопотамах и Ужастелях. Кристофер издевается над Пухом, так как считает, что тот зря их боится, ведь их не существует. Но вскоре чувствует себя виноватым, слыша крик потерявшегося Винни. Кристофер вскоре находит Иа-Иа и Пятачка и в конечном итоге обнаруживает, что все в Чудесном Лесу (Тигра, Кролик, Сова, Кенга и Ру) скрываются внутри дерева, потому что считают, что они слышат Слонопотама недалеко. Кристофер решает сделать вид, что сражается со Слонопотамом, чтобы его друзья могли скрыться. После короткой общей радостной встречи, Кристофер уходит из леса, считая что завершил свою миссию, оставив грустных друзей. Кристофер встречает свою жену и дочь, которые видят его из коттеджа, в котором тот жил в детстве. Они считают, что он в конечном итоге решил побыть с ними, но они расстроены, когда Кристофер объясняет, что он должен ехать к начальнику и даже не может толком объяснить, почему он вообще находится в сельской местности.
В Чудесном Лесу Пух, Пятачок, Иа-Иа и Тигра находят забытые документы Кристофера, или, как они называют их, «Важные вещи», и они решают отправиться в Лондон и вернуть их Кристоферу, так как они считают, что «Ужастель» (Уинслоу) съест его, если он не покажет их. По пути они встречаются с Мадлен, которая узнаёт их по рисунку молодого Кристофера. Ей кажется, что если она поможет им вернуть документы Кристофера, он передумает отправлять её в школу-интернат. Она оставляет записку для Эвелин и забирает плюшевых друзей в Лондон. Кристофер приходит на работу, чтобы представить свое сокращение 20% рабочей силы Джайлсу и его отцу, Джайлсу Уинслоу-старшему, но вскоре обнаруживает, что его документы пропали. Пока он пытается как-то выкрутиться перед начальством, заходит Эвелин и показывает ему записку Мадлен, что заставляет его отправиться на поиски. Кристофер знает, что Мадлен с Винни и его друзьями, прочитав записку и найдя особое слово. Тем временем, добравшись до Лондона, Мадлен и Пух с друзьями обнаруживают, что у них заканчивается время, чтобы добраться до встречи Кристофера, поэтому Тигра, Пятачок и Иа едут на чемоданах, привязанных к машине, чтобы побыстрей добраться и, в конце концов, находят машину Эвелин и Кристофера, но теряют документы в процессе погони. Винни и Мадлен находят документы, но порыв ветра сдувает их и развеивает.
Кристофер и Мадлен находят друг друга, и он обещает исправиться и стать хорошим отцом, и говорит, что ей не нужно ехать в школу-интернат, осознав, что его семья более важна, чем его работа. Случайный комментарий Эвелин дает Кристоферу идею о том, как спасти компанию, и он возвращается в офис Уинслоу, чтобы предложить свою идею: ничего не предпринимать, поскольку он считает, что сейчас люди, которые отправляются в отпуск, будут перевозить свой багаж и унижает противного Уинслоу, назвав того «Ужастелем», поскольку тот лицемерно перекладывает свою работу на других, чтобы самому пойти поиграть в гольф. Впечатлённый и удивленный этим, Уинслоу-старший соглашается с идеей Кристофера и решает не увольнять своих сотрудников. Фильм заканчивается тем, как Кристофер и его семья, отправившаяся в деревню, отправляются в Чудесный Лес, проводя время с замечательными плюшевыми друзьями Кристофера.

## В ролях
- Юэн Макгрегор — Кристофер Робин
- Хейли Этвелл — Эвелин, жена Кристофера
- Бронте Кармайкл — Мадлен, дочь Кристофера
- Марк Гэтисс — Джайлс Уинслоу мл., начальник Кристофера
- Оливер Форд Дэвис — Джайлс Уинслоу ст.
- Ронки Адеколуехо — Кэтрин Дейн
- Эдриан Скарборо — Хол Гэллсворти
- Роджер Эштон Гриффитс — Ральф Баттерворт
- Джим Каммингс — Винни-Пух/Тигра
- Брэд Гарретт — Иа-Иа
- Ник Мохаммед — Пятачок
- Питер Капальди — Кролик
- Софи Оконедо — Кенга
- Сара Шин — Ру
- Тоби Джонс — Сова

## Производство
В апреле 2017 года было объявлено, что на главную роль в картине был выбран Юэн Макгрегор. В июне стало известно, что переговоры насчёт роли жены главного героя вела Джемма Артертон, но она её не получила. В итоге роль Эвелин Робин отошла Хейли Этвелл, тогда как начальника Кристофера, мистера Уинслоу, сыграет Марк Гэтисс. Помимо этого Брэд Гарретт и Ник Мохаммед получили роли Ушастика и Хрюни, а Джим Каммингс вновь озвучил Винни-Пуха и Тигрулю. В январе 2018 года стало известно о присоединении к актёрскому составу Питера Капальди, Софи Оконедо и Тоби Джонса в ролях Кролика, Кенги и Совы соответственно. Изначально Тигрулю должен был озвучить Крис О’Дауд, однако он не прошёл тестовые показы и выбыл из проекта.
Съёмки фильма начались в августе 2017 года в Великобритании и завершились 4 ноября 2017 года. Сцены в Стоакровом лесу снимались в лесу Эшдаун в Сассексе, а также в Большом Виндзорском парке.

## Рекламная кампания
5 марта 2018 года был опубликован тизер-постер фильма, а на следующий день состоялся выход первого трейлера к картине. 22 и 24 мая 2018 года были выпущены два новых постера. 25 мая 2018 года на «Шоу Эллен Дедженерес» был продемонстрирован полноценный трейлер к ленте. 3 июля 2018 года вышел ролик с новыми кадрами из фильма. Неделю спустя Disney выпустили очередной трейлер.
В полноценном трейлере картины на русском языке были использованы непривычные для русскоговорящей аудитории имена плюшевых зверей. Так как права на общеизвестный в постсоветских странах перевод от Бориса Заходера принадлежат его наследникам, компания Walt Disney использует другие, близкие к первоисточнику имена в своей версии «Винни-Пуха», начиная с полнометражного мультфильма «Медвежонок Винни и его друзья».

## Показ
Мировая премьера «Кристофера Робина» состоялась 30 июля 2018 года в Бербанке, Калифорния. Фильм стартовал в прокате США 3 августа 2018 года. В Парагвае, России и Сингапуре премьера ленты прошла на день раньше, 2 августа 2018 года, в Албании, Бразилии и Германии — 16 августа, в Греции и Словакии — 6 сентября. Показ картины был запрещён в кинотеатрах Китая из-за сравнений Винни-Пуха с главой государства Си Цзиньпином.

## Критика
Фильм получил в основном положительные оценки кинокритиков. На сайте Rotten Tomatoes у картины 72 % положительных рецензий на основе 245 отзывов со средней оценкой 6,2 из 10. На Metacriticе — 60 баллов из 100 на основе 43 рецензий.

## Награды и номинации

### Награды
| Награда                         | Дата награждения | Категория                                                   | Получатель(и)                                                                     | Результат    | Ссылки |
| ------------------------------- | ---------------- | ----------------------------------------------------------- | --------------------------------------------------------------------------------- | ------------ | ------ |
| People’s Choice Awards          | 11 ноября 2018   | Семейный фильм 2018 года                                    | Кристофер Робин                                                                   | Номинация    | [ 30 ] |
| Общество кинокритиков Сан-Диего | 10 декабря 2018  | Лучшие визуальные эффекты                                   | Кристофер Робин                                                                   | Второе место | [ 31 ] |
| Золотой помидор                 | 11 января 2019   | Лучший детский и семейный фильм                             | Кристофер Робин                                                                   | Второе место | [ 32 ] |
| Энни                            | 2 февраля 2019   | Анимация персонажей в постановке фильма с живыми актёрами   | Арслан Элвер, Лоран Лабан, Кейн Гарсия, Клэр Блустен, Марк-Андре Куломб           | Номинация    | [ 33 ] |
| Visual Effects Society Awards   | 5 февраля 2018   | Выдающиеся визуальные эффекты в фотореалистичной функции    | Крис Лоуренс, Стив Гауб, Майкл Эймс, Гленн Меленхорст и Крис Корбоулд             | Номинация    | [ 34 ] |
| Visual Effects Society Awards   | 5 февраля 2018   | Выдающийся анимационный персонаж в фотореалистичной функции | Арслан Элвер, Кейн Гарсия, Лоран Лабан и Мариано Мендибуру за «Тигруля»           | Номинация    | [ 34 ] |
| Humanitas Prize                 | 8 февраля 2019   | Семейный художественный фильм                               | Алекс Росс Перри, Том МакКарти, Эллисон Шредер, Грег Брукер и Марк Стивен Джонсон | Номинация    | [ 35 ] |
| Оскар                           | 24 февраля 2019  | Лучшие визуальные эффекты                                   | Кристофер Лоуренс, Майкл Имс, Тео Джонс и Крис Корбоулд                           | Номинация    | [ 36 ] |